# Internet en Afganistán

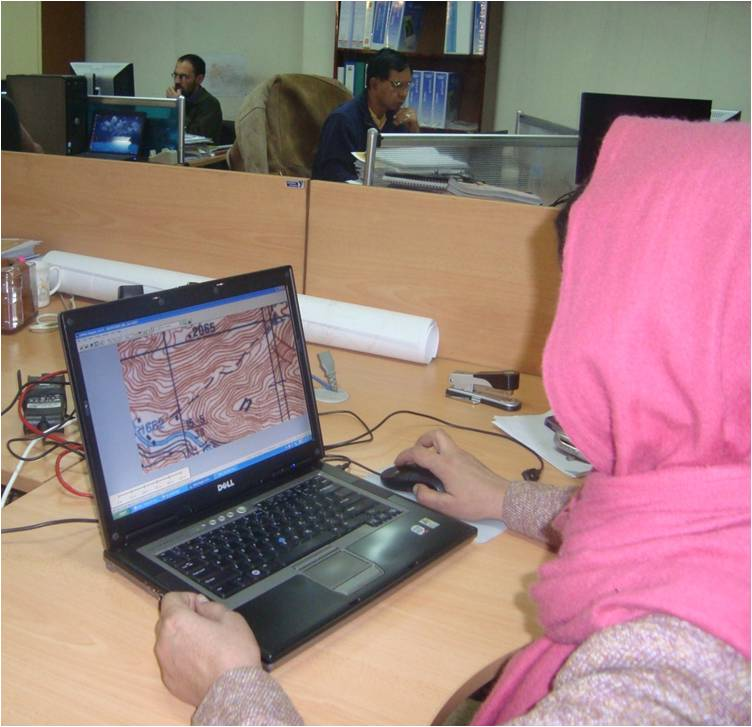
Usuarios de Internet en la Universidad Politécnica de Kabul en Afganistán.

El Internet en Afganistán se introdujo en el año 2002 después de que la administración Karzai asumió el poder en Kabul. Fue prohibido antes de 2002 porque el anterior gobierno talibán creía que transmitía material obsceno, inmoral y antiislámico, y porque los pocos usuarios de Internet en ese momento no podían ser monitoreados fácilmente ya que obtenían sus líneas telefónicas del vecino Pakistán.
Afganistán recibió el control legal del dominio " .af " en 2003, y se estableció el Centro de Información de la Red de Afganistán (AFGNIC) para administrar los nombres de dominio. El Ministerio de Comunicaciones acusó a una empresa independiente de reciente creación llamada Afghan Telecom de escindir todas las operaciones y servicios de telecomunicaciones. En comparación con cinco proveedores de servicios de Internet (ISP) funcionales en 2003, Afganistán apoyó a veintidós hosts de Internet y siete ISP principales, y un número creciente de cibercafés y telekioscos (puntos de acceso público ubicados en las oficinas de correos y en el aeropuerto internacional de Kabul).
El gobierno actual reconoce a Internet como una fuente importante de crecimiento y desarrollo para el país, y cree que las TIC pueden crear oportunidades para los grupos desfavorecidos y mejorar el acceso de la población rural pobre a los mercados. En noviembre de 2006, el Ministerio de Comunicaciones contrató a una empresa china (ZTE) para el establecimiento de una red de cable de fibra óptica en todo el país. Afganistán tenía más de 5 millones de usuarios de Internet en 2016, que aumentaron constantemente a más de 7 millones en 2020. Los servicios 3G comenzaron en el país en 2012 y son proporcionados por las principales empresas de telecomunicaciones, incluidas Etisalat, MTN Group, Roshan, Salaam Network y Afghan Wireless.

## Marcos legales y regulatorios

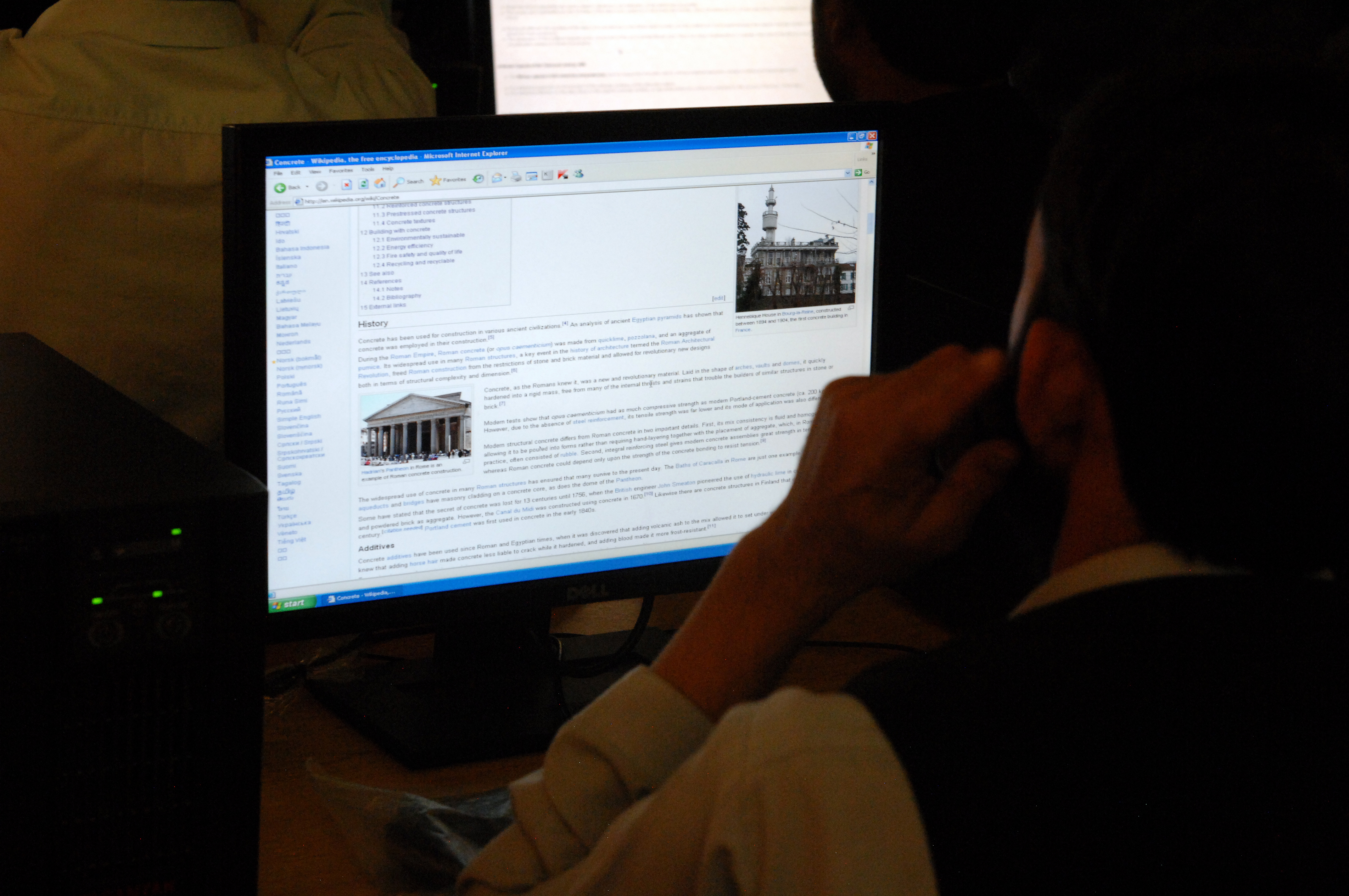
Usuario de Internet en la Universidad de Kandahar en el sur del país

Afganistán es uno de los países menos desarrollados, principalmente debido a las décadas de guerra y la falta de inversión extranjera. La libertad de expresión es inviolable según la Constitución de Afganistán, y todo afgano tiene derecho a imprimir o publicar temas sin previa presentación a las autoridades estatales de conformidad con la ley. Sin embargo, los límites normativos de la ley son claros: según la Constitución, ninguna ley puede ser contraria a las creencias y disposiciones de la religión sagrada del Islam. La ley de los medios de comunicación se ha vuelto cada vez más atenta a una adhesión más vigorosa a este principio. La Ley de Medios decretada por el presidente Hamid Karzaien diciembre de 2005, justo antes de la formación de la legislatura nacional, se incluyó la prohibición de cuatro amplias categorías de contenido: la publicación de noticias contrarias al islam y otras religiones; materiales difamatorios o insultantes sobre personas; asuntos contrarios a la Constitución afgana o al derecho penal; y la exposición de las identidades de las víctimas de la violencia. Un proyecto de enmienda de la ley que circuló en 2006 agregó cuatro categorías prohibidas adicionales: contenido que pone en peligro la estabilidad, la seguridad nacional y la integridad territorial de Afganistán; información falsa que pueda perturbar la opinión pública; promoción de cualquier religión que no sea el Islam; y "material que pueda dañar el bienestar físico, la seguridad psicológica y moral de las personas, especialmente los niños y los jóvenes".
La independencia de los medios de comunicación también fue cuestionada por la Ley de Medios de marzo de 2004 promulgada por el gobierno de transición, que otorgó al Ministro de Cultura e Información importantes poderes de veto (por ejemplo, las agencias extranjeras y las organizaciones internacionales pueden imprimir boletines de noticias solo después de obtener el permiso del Ministro) y el liderazgo de una Comisión de Evaluación de Medios que revisa las apelaciones de rechazos de licencias por parte del Ministerio de Información y Cultura. La enmienda propuesta a la Ley de Medios a fines de 2006 disolvió la Comisión de Evaluación de Medios y otros dos órganos reguladores, la Comisión Nacional de Radiodifusión y Televisión, y una comisión de investigación que revisaba las denuncias contra periodistas y decidía qué casos debían remitirse a los tribunales para su enjuiciamiento.
Con la aprobación de la Ley de Regulación de Servicios de Telecomunicaciones en 2005 (Ley de Telecomunicaciones), se creó una agencia reguladora independiente llamada Autoridad Reguladora de Telecomunicaciones de Afganistán (TRA) a partir de la fusión de la Junta Reguladora de Telecomunicaciones y el Departamento de Inspección de Radio del Estado (SRID) bajo el Ministerio de Comunicaciones. La TRA asumió la responsabilidad de la concesión de licencias de telecomunicaciones y de promover la competencia sostenible para todos los servicios de telecomunicaciones.

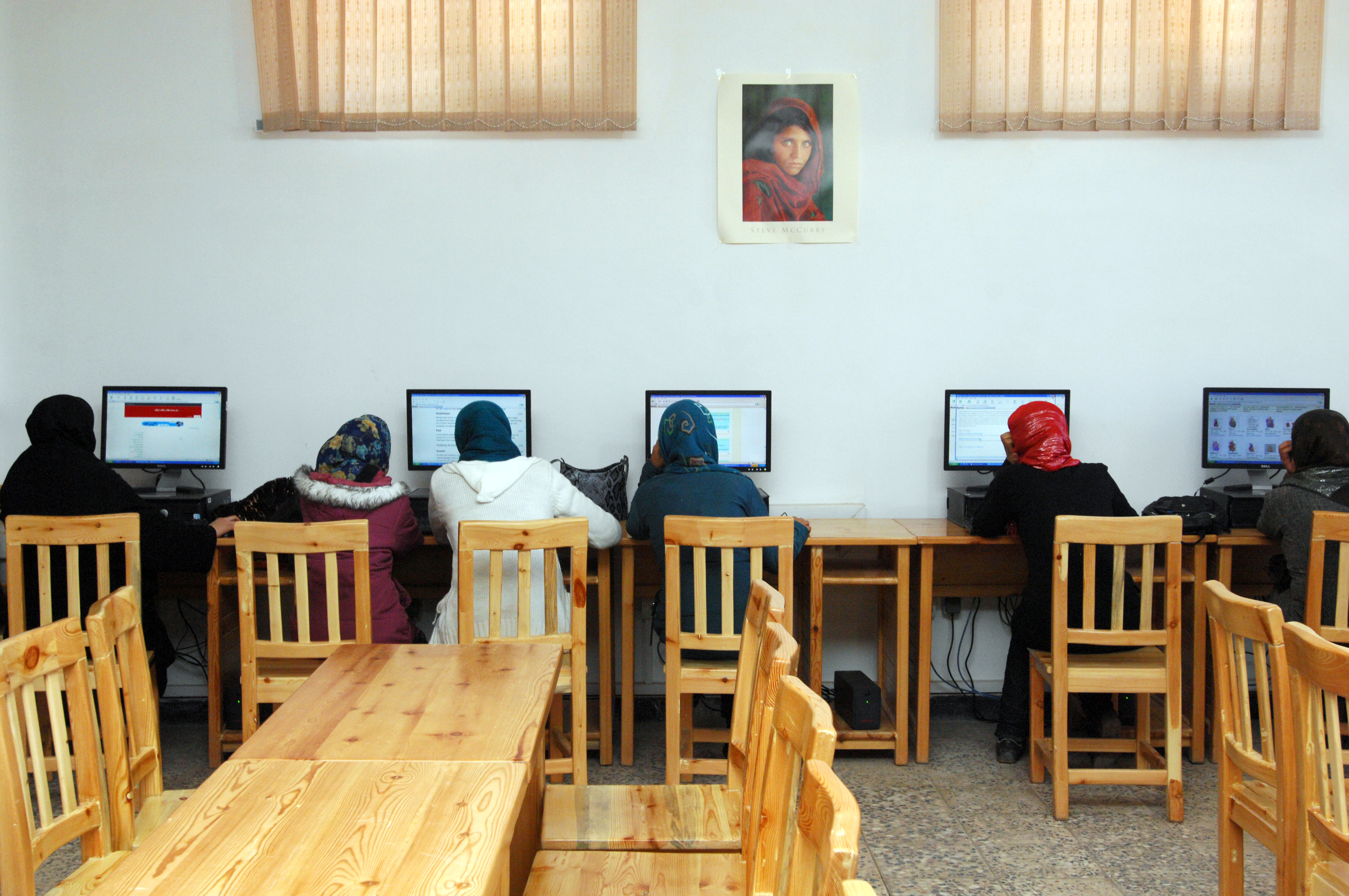
Alumnas mujeres que utilizan Internet en la Universidad de Herat, en el oeste de Afganistán

Los requisitos de licencia son sencillos: las empresas deben cumplir con la ley para obtener una licencia de la TRA, y solo aquellas con licencias pueden vender servicios de telecomunicaciones. De los dos tipos de licencias de ISP, licencias de tránsito y licencias nacionales, solo las licencias de tránsito permiten a los ISP establecer conectividad internacional. Parte del mandato de la TRA es proteger a los usuarios del abuso de la participación de mercado de monopolio: las empresas que se determina que tienen un "poder de mercado significativo" deben solicitar una licencia enmendada y están sujetas a sanciones adicionales por comportamiento anticompetitivo. Se puede revocar una licencia si el titular de la licencia ha infringido la ley o no ha solucionado repetidos incumplimientos del acuerdo, tiene información engañosa / falsa en su solicitud o no paga la tarifa incluso después de una advertencia.
Según la Ley de Telecomunicaciones, los ISP están obligados a proteger la información y la confidencialidad de los usuarios. Sin embargo, la TRA también está autorizada a exigir al operador o proveedor de servicios que monitoree las comunicaciones entre usuarios así como el tráfico de Internet para rastrear las telecomunicaciones "acosadoras, ofensivas o ilegales", aunque no se especifica qué constituyen estas comunicaciones prohibidas. Cuando se trate de una cuestión de seguridad nacional o de un caso penal, los operadores y proveedores de servicios deben entregar la información requerida y dar a las autoridades acceso inmediato a su red. En los casos en que no exista tal necesidad inmediata, la TRA todavía tiene derecho a la “información relevante” siempre que la TRA haya dado un aviso con dos semanas de anticipación. En su Política de Uso Aceptable, la AFGNIC prohíbe el uso del “. af ”dominio para realizar cualquier comunicación para cometer un delito; vilipendiar racialmente a otros; violar los derechos de propiedad intelectual; y distribuir, publicar o enlazar a materiales pornográficos que una "persona razonable como miembro de la comunidad de Afganistán consideraría obsceno o indecente". La prohibición del spam o correo basura también incluye tratados políticos o religiosos no solicitados junto con publicidad comercial y otra información.

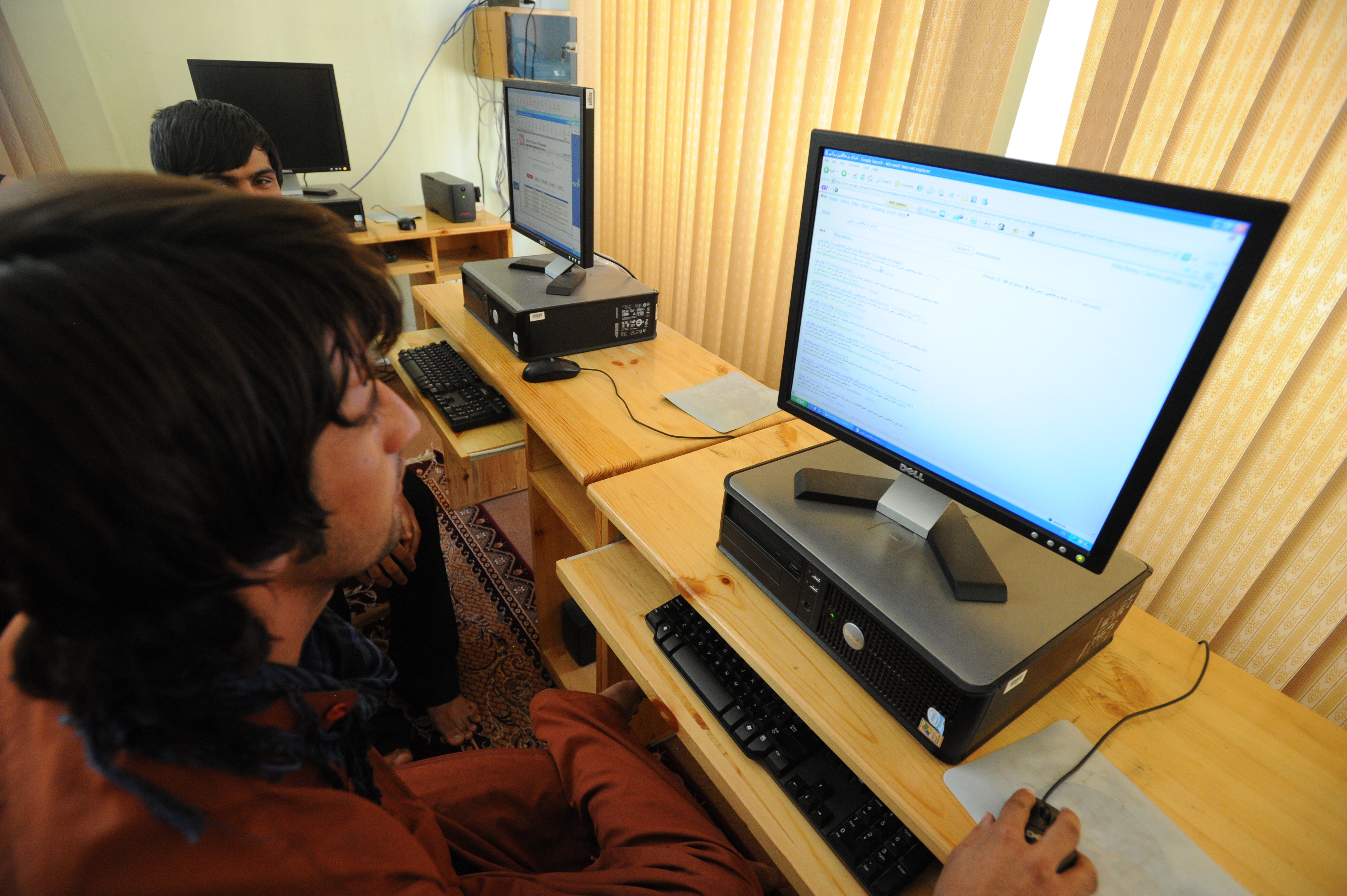
Afganos que utilizan Internet en la provincia de Kunduz, en el norte de Afganistán.

El 12 de junio de 2006, la Dirección Nacional de Seguridad (NDS), la agencia nacional de inteligencia de Afganistán, emitió una lista de actividades de difusión y publicación que "deben prohibirse" a la luz de los problemas de seguridad intensificados que podrían deteriorar la moral pública. La lista de actividades de prensa prohibidas era bastante extensa y atribuía intenciones negativas, causalidad y moralidad a la información sobre cuestiones específicas (principalmente el terrorismo y la insurgencia talibán).). El presidente Karzai negó que se tratara de instrucciones, diciendo que eran simplemente pautas y una solicitud de cooperación con los medios. Las actividades restringidas incluyeron la publicación o difusión de informes exagerados contra la unidad nacional o la paz; decretos, declaraciones y entrevistas de organizaciones armadas y grupos terroristas; e incluso la proscripción de las noticias sobre terrorismo que sirvan como noticia principal.
Las pruebas de OpenNet Initiative no encontraron evidencia de filtrado en Afganistán, aunque las pruebas no fueron tan extensas allí como en otros países.

## Estadísticas y servicios
Internet está disponible en las 34 provincias de Afganistán. El país cuenta actualmente con 7.337.489 usuarios habituales de Internet. Según una estimación estadounidense de 2018, más de 4,7 millones de la población de Afganistán tenía acceso a Internet. Se informó en 2010 que Kabul , Jalalabad y Khost tenían la mayor cantidad de usuarios de Internet, y que la mayoría de los pueblos y aldeas rurales no podían acceder a Internet.
Servicios populares como Facebook, Google, MSN, Netflix, PlayStation Network, Skype, Twitter, Viber, Yahoo!, YouTube, Zoom, etc., están disponibles para todos los usuarios de Internet en Afganistán. Facebook ahora tiene 3.848.400 usuarios en Afganistán.
A principios de 2011, se lanzó Paywast (en Dari پیوست), una red social móvil local. Está basado en el móvil, y sus usuarios se conectan con sus amigos y crean grupos y comunidades a través de SMS. Dado que más de la mitad de la población afgana posee un teléfono móvil, se cree que Paywast tiene más de un millón de usuarios en todo Afganistán. La red social está disponible en las redes AWCC, Etisalat y MTN GSM.

### Proveedores de servicios de Internet
Los siguientes son algunos de los proveedores de servicios de Internet en Afganistán:
- Hewad ICT Solutions LLC
- Empresas de tecnologías RANA (RTE)
- Comunicación por satélite de Afganistán Faiz (AFSAT)
- AfghaNet
- Giganor
- Servicios de red Asan
- Afganistán Telecome
- Eitisalat
- Cibernético afgano
- Solución de TIC afgana
- Unique Atlantic Telecommunication LTD
- Proveedor de servicios de Internet (ISP) de Northtelecom-af
- Servicios de red de Ariana
- CeReTechs
- Insta
- IO Global Services (P) Limited
- Stan Telecom
- LiwalNet
- PACTEC Internacional
- Giganet
- Tecnologías arias
- Telecomunicaciones Neda
- TRISTAR ISP (PROVEEDOR DE SERVICIOS INETRNET) Afganistán.
- Vizocom
- Noor Telecom